# Action Henk
Action Henk is een computerspel dat werd ontwikkeld door RageSquid. Het spel werd uitgebracht in 2014 voor meerdere platforms.

## Spelverloop
Action Henk combineert elementen van een 2D-platformspel en een racespel. Spelers besturen een actiefiguur dat door verschillende levels rent, springt en glijdt, met als doel zo snel mogelijk de finish te bereiken. Door medailles te verdienen kunnen nieuwe levels en extra’s worden vrijgespeeld.
De spelwereld is vormgegeven in een nostalgische stijl, met levels die zich afspelen in een kinderkamer vol speelgoed, geïnspireerd door de jaren ’80 en ’90. Het spel bevat 45 levels, maar heeft daarnaast ook een leveleditor, waarmee spelers hun eigen levels kunnen ontwerpen en delen.

## Ontwikkeling
De ontwikkeling van Action Henk begon in 2012 met een prototype dat werd gemaakt voor het evenement Game in the City. Het spel werd ontwikkeld door RageSquid, een kleine Nederlandse indiestudio, en is geïnspireerd door spellen zoals Trials, TrackMania en Joe Danger.
RageSquid bestond uit een team van vrienden die elkaar kenden van een opleiding in computerspelontwikkeling op het NHTV.
Om fulltime aan Action Henk te kunnen werken, verdiende RageSquid eerst geld met freelanceprojecten en door samen met M2H de game Crash Drive 2 te ontwikkelen. Het ontwerp van de levels werd mede beïnvloed door het kantoor van de studio, dat gevuld was met speelgoed.

### Multiplayer
De online multiplayer van Action Henk werd in slechts twee weken tijd ontwikkeld door twee programmeurs van RageSquid. De ene programmeur was verantwoordelijk voor de netwerkcode en spelcode, terwijl de andere zich richtte op de interface, zoals chatboxen, scoreborden en regioselectie.
Om de gameplay soepel te laten verlopen, werd ervoor gekozen om spelerinvoer te synchroniseren in plaats van constant posities te versturen. Dit verminderde vertragingen, doordat elke speler de physics van zijn personage lokaal simuleerde. Om afwijkingen in timing te corrigeren, werden de positie en snelheid van spelers af en toe aangepast. Er was geen centrale server voor het afdwingen van deze data; één van de spelers fungeerde als 'master client'. De ontwikkeling werd versneld door het gebruik van Photon Unity Networking, wat het verbinden van spelers en het synchroniseren van gegevens vereenvoudigde. Deze aanpak zorgde voor een vlotte implementatie van de online multiplayer, zonder al te veel invloed van netwerkvertraging. Problemen zoals verbindingsfouten werden in de tweede week aangepakt.

## Uitgave
Het spel werd aanvankelijk uitgebracht via Steam Early Access, waar de ontwikkelaars waardevolle feedback en bugrapporten ontvingen. De officiële uitgave van Action Henk vond plaats op 11 mei 2015 voor pc, macOS en Linux via Steam en de Humble Store.  RageSquid bracht het spel zelfstandig uit. Na een positieve ontvangst op Steam nam Curve Digital de distributie van de consolevarianten over. Oorspronkelijk waren versies gepland voor PlayStation 3, PlayStation 4, PlayStation Vita, Xbox One en Wii U. Uiteindelijk verschenen op 4 maart 2016 alleen de PlayStation 4- en Xbox One-versies, die voorzien waren van een nieuwe lokale multiplayer-modus.

## Ontvangst
Action Henk werd over het algemeen redelijk positief ontvangen door critici en spelers. Critici waardeerden de gameplay, de kleurrijke graphics en de unieke combinatie van platform- en racespelelementen. Het spel werd vergeleken met gerenommeerde titels zoals Sonic the Hedgehog, Trials Evolution en Super Meat Boy. Recensenten prezen de intuïtieve besturing die zowel laagdrempelig als uitdagend is. Positieve reacties kwamen ook voort uit de toevoeging van een level editor en Steam Workshop-integratie, waardoor spelers eigen levels kunnen maken en delen. Het nostalgische speelgoedthema werd eveneens gewaardeerd.
Enkele kritiekpunten op Action Henk betroffen het gebrek aan diepgang in de karakterontwikkeling, met nauwelijks achtergrond over het hoofdpersonage. De soundtrack werd als onopvallend beschouwd, en een recensent stelde voor meer gevarieerde doelen toe te voegen naast tijdrecords. Bovendien vond een criticus enkele levels aan de saaie kant, wat de aantrekkelijkheid van het spel enigszins beperkte.

### Erkenning
In 2014 werd Action Henk voor de Dutch Game Awards genomineerd in twee categorieën: "Best PC/Console game" en "Best Entertainment game Design".